# More One Night
《More One Night》是由日本配音員水瀨祈與久保百合花合唱的單曲作品，亦為2017年電視動畫節目《少女終末旅行》的片尾曲。

## 製作
此歌曲是由Techno音樂團體Tes.的成員emon(Tes.)與作曲家Hige Driver合作完成。起初emon(Tes.)與Hige Driver為了如何創作這首歌，互相討論內容好幾晚，在他們覺得討論內容「又沒辦法結束」時，突然湧起了一個用在歌詞開頭的「結束之前都不算結束」字句靈感，以及在讀音上與「還沒結束」相似的歌名《More One Night》。歌曲風格上，emon(Tes.)以如何將好記、好上口的旋律，套用在《少女終末旅行》這樣的作品上為挑戰，Hige Driver也在與emon(Tes.)合作過程中，弄出了許多內容古怪有趣的試聽樣本。
收錄的B面歌曲《雨滴之歌》則由VOCALOID創作樂家baker獨自完成。baker以返回音樂的原點為目標，謹慎地處理音調的增加或刪減。baker另外錄製許多雨滴打在空罐與鍋子的音效，以組合成用在歌曲裡的旋律，而合唱的部份也讓他花費不少功夫修正。《雨滴之歌》除了被採用為《少女終末旅行》第5集的插入歌外，也有被安排為第8集及最後一集的片尾曲。

## 收錄曲目
| 曲序     | 曲目                     |            | 作曲                    | 编曲       | 时长  |
| -------- | ------------------------ | ---------- | ----------------------- | ---------- | ----- |
| 1.       | More One Night           | emon(Tes.) | emon(Tes.)、Hige Driver | emon(Tes.) | 3:40  |
| 2.       | 雨滴之歌                 | baker      | baker                   | baker      | 4:25  |
| 3.       | More One Night（旋律版） |            | emon(Tes.)、Hige Driver | emon(Tes.) | 3:40  |
| 4.       | 雨滴之歌（旋律版）       |            | baker                   | baker      | 4:23  |
| 总时长： | 总时长：                 | 总时长：   | 总时长：                | 总时长：   | 16:10 |

## 評價
動漫網站Honey's Anime認為《More One Night》有如迪斯可般地的曲風，以及混合著空氣喇叭、拍手聲等有趣效果，就像是一首出現在派對上的歌曲。另外以少量打擊樂為伴奏的B曲《雨滴之歌》，此曲子套用在電視動畫第5集裡的表現，展現出對於音樂與音效的敬意，是一段令人難以忘懷的時刻。

## 外部連結
- 《少女終末旅行》官方網站的《More One Night》單曲介紹